# Fort Point State Park

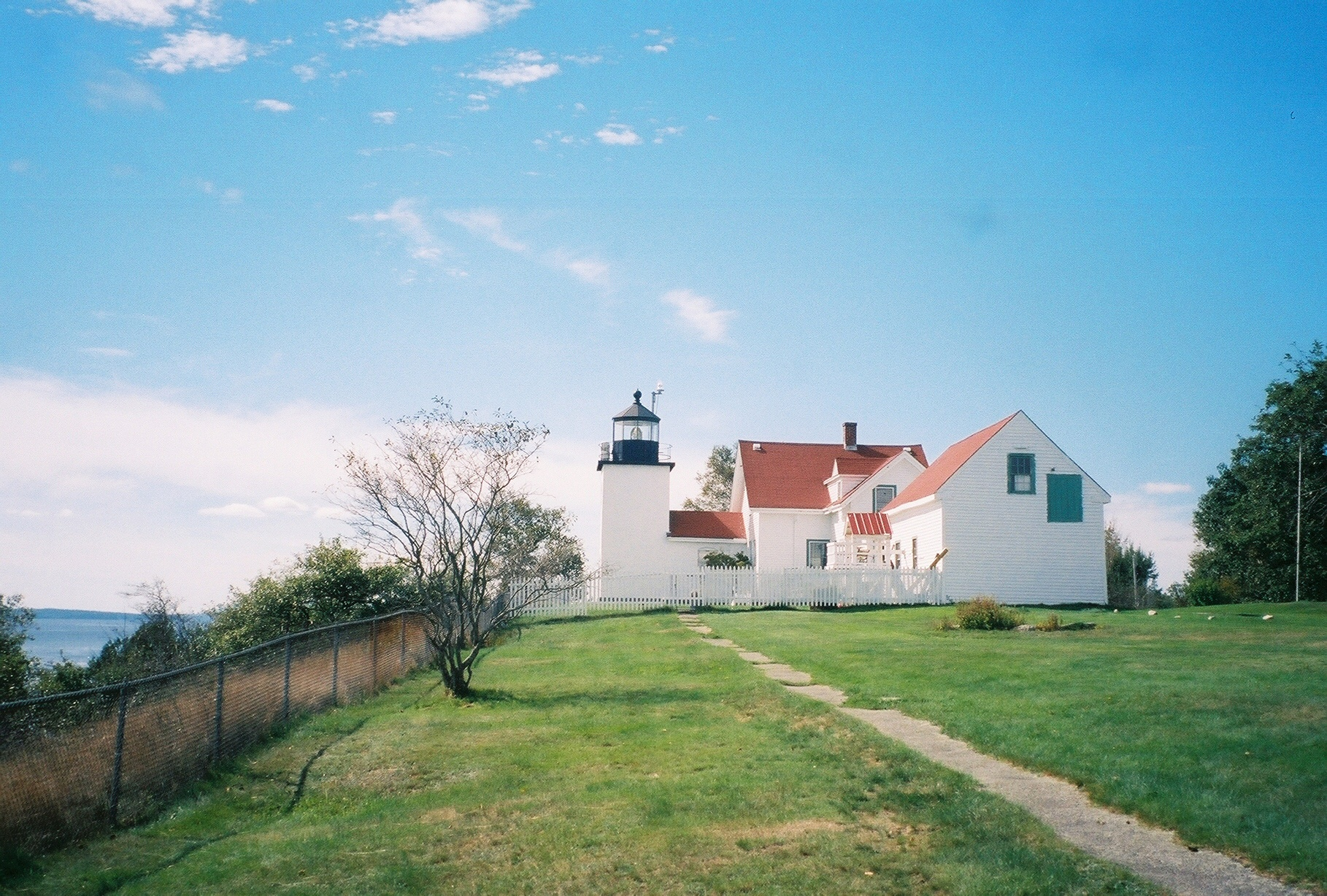
Leuchtturm Fort Point

Der Fort Point State Park ist ein State Park im Waldo County im US-Bundesstaat Maine. Der 48 Hektar große Park liegt auf einer langgestreckten bewaldeten Halbinsel fünf Kilometer nördlich von Stockton Springs entfernt an der Mündung des Penobscot River.

## Geschichte
Im 1974 gegründeten Park befinden sich die Überreste des historischen Fort Pownall sowie der Leuchtturm Fort Point Light.

### Fort Pownall
Thomas Pownall, der britische Gouverneur von Massachusetts, ließ während des Siebenjährigen Krieges 1759 ein Fort als strategisch wichtigen Außenposten an der Mündung des Penobscot River errichten. Das Fort wurde nach ihm benannt und bestand aus einem zentralen Blockhaus mit vier Bastionen an den Ecken. Diese sternförmige Anlage war von einer Palisade, einem Graben und einem Erdwall umgeben. Die für die damalige Zeit in Nordamerika ungewöhnliche Anlage musste sich nicht mehr militärisch bewähren, denn kurz nach der Fertigstellung der Festung war der Krieg in Nordamerika beendet. Das Fort ermutigte jedoch englische Siedler, sich am Penobscot River niederzulassen und das Fort diente als Handelsposten.
Kurz vor Ausbruch der offenen Kämpfe des Amerikanischen Unabhängigkeitskriegs entfernten britische Matrosen im März 1775 die Kanonen der Festung, damit diese nicht den Rebellen in die Hände fielen. Im Gegenzug brannten die Rebellen das Blockhaus nieder und verfüllten den Graben, damit das Fort nicht den Briten als Stützpunkt dienen konnte.
Heute sind von Fort Pownall nur noch Reste der Erdwälle und Fundamente erhalten. Auf das ehemalige Fort weisen Hinweistafeln und ein Gedenkstein hin.

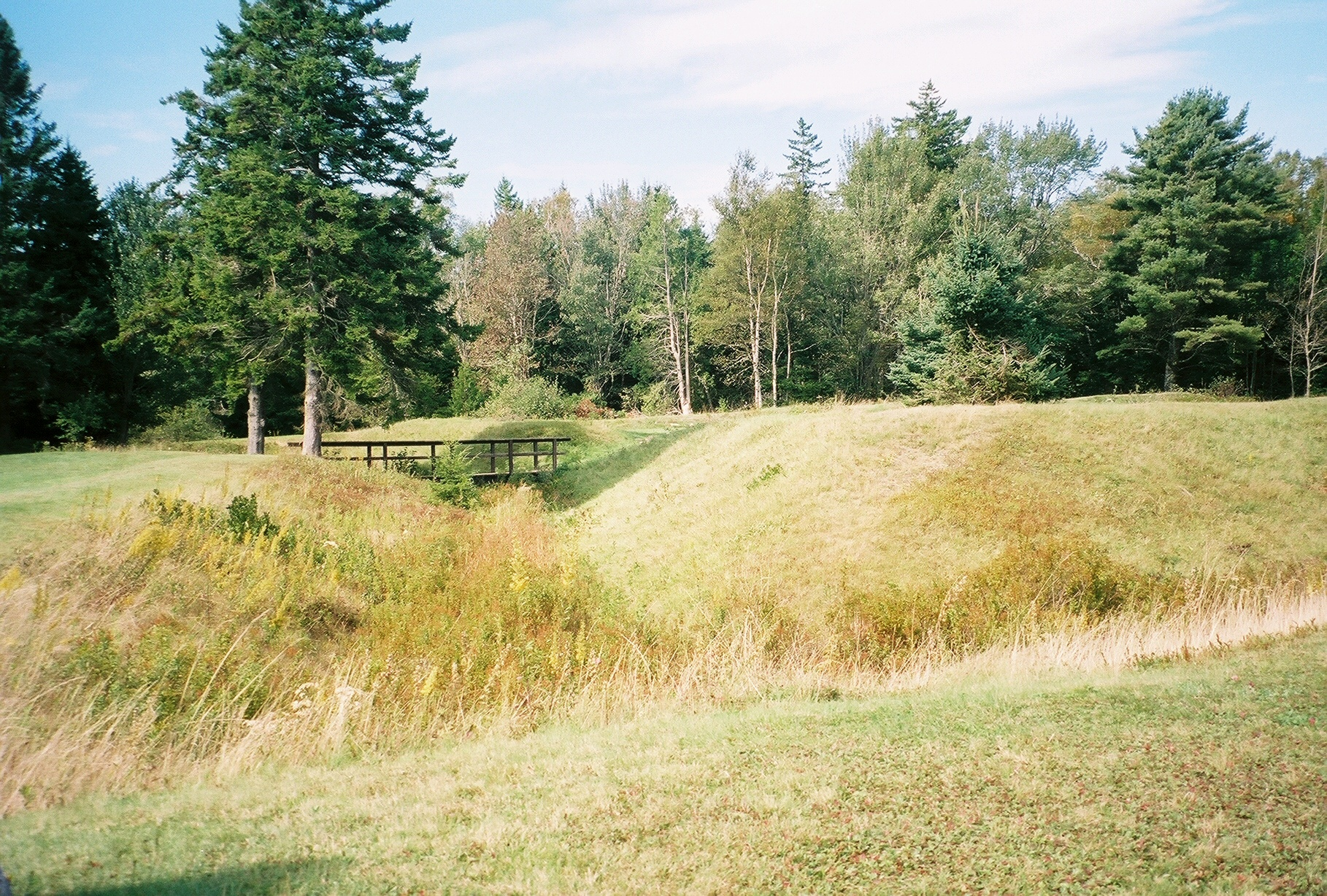
Überreste der Wälle von Fort Pownall

### Fort Point Light
Da der Hafen von Bangor immer bedeutender wurde, wurde 1836 auf der westlichen Seite der Mündung des Penobscot River das Leuchtfeuer Fort Point Light errichtet. Das aus Granit erbaute Leuchtfeuer wurde 1857 durch den heutigen neun Meter hohen quadratischen Turm aus Ziegelsteinen ersetzt. Im selben Jahr wurde auch das hölzerne Leuchtturmwärterhaus erbaut. Die Spitze des Turms liegt 27 Meter über dem Meeresspiegel, das Leuchtfeuer ist aus einer Entfernung von bis zu 16 Kilometer sichtbar. 1890 wurde der Leuchtturm durch einen kleinen hölzernen Glockenturm ergänzt, dessen Glocke als Signal bei Nebel diente. Der Leuchtturm wurde über 120 Jahre von zivilen Leuchtturmwärtern des U.S. Lighthouse Establishment betrieben, ehe er 1957 von der US Coast Guard übernommen wurde. Der Leuchtturm ist heute automatisiert und wird seit 1989 als historischer Leuchtturm vom Maine's Bureau of Parks and Lands verwaltet.

### Fort Point Hotel
Als Konkurrenz zu Bar Harbor wurde 1872 in der Nähe des Leuchtturms das Luxushotel Fort Point Hotel errichtet. Das Haus mit fließendem Wasser, Gasbeleuchtung, Bowlingbahn und zwei Tanzpavillons verfügte über 200 Betten. Die Gäste konnten per Schiff aus Boston und New York anreisen. Das Haus konnte jedoch seine Erwartungen nicht erfüllen, brannte im Mai 1898 nieder und wurde nicht wieder aufgebaut.

## Touristische Anlagen
Der Park ist zwischen Mai und Oktober geöffnet, der Besuch ist gebührenpflichtig. Der Park verfügt über einen Picknickbereich, am über 1,5 Kilometer langen felsigen Ufer befinden sich eine 60 Meter lange Bootspier. Vom Park beginnt ein elf Kilometer langer Fahrradrundweg entlang der Penobscot Bay und des Penobscot River. Durch den Park führen mehrere kurze Wanderwege mit Informationstafeln zur Geschichte des Parks. Im Winter ist der Park für PKW geschlossen, aber für Skilanglauf geöffnet.